# 1-Naphthylessigsäure
Die 1-Naphthylessigsäure ist eine mit einem Naphthylrest substituierte Essigsäure, somit eine Carbonsäure und eine von zwei möglichen Stellungsisomeren der Naphthylessigsäuren. Wie viele andere aromatisch substituierte Essigsäuren zeigt sie eine auxinanaloge Wirkung in Pflanzen. Daher wird sie als synthetisches Phytohormon eingesetzt.

## Darstellung
1-Naphthylessigsäure kann direkt durch Kondensation von Naphthalin mit Chloressigsäure hergestellt werden. Durch Einsatz von Katalysatoren wie beispielsweise Eisensalze oder metallische Bromide kann die Reaktion beschleunigt und die Ausbeute erhöht werden.

## Verwendung
1-Naphthylessigsäure zeigt die gleiche Wirkung wie das natürliche Auxin Indol-3-essigsäure (IES), zu der eine strukturelle Verwandtschaft besteht. Sie wird u. a. bei der vegetativen Vermehrung von Pflanzen verwendet, wo sie Hauptbestandteil verschiedener Bewurzelungshormone („Wurzelfix“) für die Stecklingsvermehrung dient.
Im Obstbau kann NAA in hohen Konzentrationen (1000 ppm) zur Beseitigung von Wurzelschösslingen und Wasserschossen verwendet werden. In geringen Konzentrationen (10–20 ppm) wird NAA für die chemische Ausdünnung bei Einsatz während der Blüte bis 14 Tage später oder gegen vorzeitigen Fruchtfall 2–4 Wochen vor der Ernte eingesetzt.

## Zulassungsstatus
In Deutschland, Österreich und der Schweiz sind Pflanzenschutzmittel mit 1-Naphthylessigsäure zugelassen.